# Paral·lel 22° sud

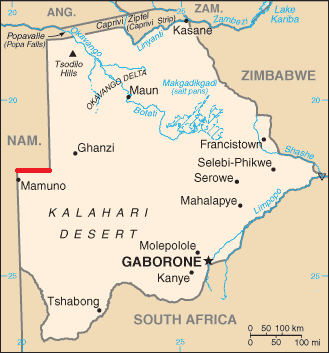
El Paral·lel 22° sud forma part de la frontera entre Botswana i Namibia.

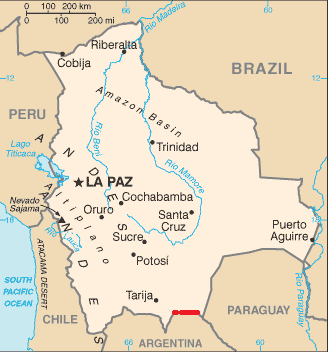
El Paral·lel 22° sud forma part de la frontera entre Bolívia i l'Argentina.

El paral·lel 22° sud és un paral·lel que es troba a 22 graus al sud de la línia equatorial de la Terra. Travessa l'oceà Atlàntic, Àfrica, l'Oceà Índic, Australàsia, l'oceà Pacífic i Amèrica del Sud. En el sistema geodèsic WGS84, al nivell de 22° de latitud sud, un grau de longitud equival a 103,262 km. La llargada total del paral·lel és de 37.174 km, d'ells gairebé el 93 % al voltat de l'equinocci. Es troba a 2.434 km de l'Equador i a 7.568 km del pol Sud.
Una part de la frontera entre Botswana i Namíbia, i dues seccions de la frontera entre Argentina i Bolívia es defineixen pel paral·lel.

## Arreu del món
A partir del Meridià de Greenwich i cap a l'est, el paral·lel 22 ° al sud passa per:
| Coordenades                                | País, territori o mar        | Notes |
| ------------------------------------------ | ---------------------------- | --- |
| 22° 00′ S, 00° 00′ E / 22.000°S,0.000°E    | Oceà Atlàntic                | |
| 22° 00′ S, 14° 10′ E / 22.000°S,14.167°E   | Namíbia                      | |
| 22° 00′ S, 20° 00′ E / 22.000°S,20.000°E   | Frontera Namíbia / Botswana  | |
| 22° 00′ S, 21° 00′ E / 22.000°S,21.000°E   | Botswana                     | |
| 22° 00′ S, 29° 02′ E / 22.000°S,29.033°E   | Zimbàbue                     | |
| 22° 00′ S, 31° 44′ E / 22.000°S,31.733°E   | Moçambic                     | |
| 22° 00′ S, 35° 19′ E / 22.000°S,35.317°E   | Oceà Índic                   | Canal de Moçambic |
| 22° 00′ S, 43° 16′ E / 22.000°S,43.267°E   | Madagascar                   | |
| 22° 00′ S, 48° 05′ E / 22.000°S,48.083°E   | Oceà Índic                   | |
| 22° 00′ S, 113° 56′ E / 22.000°S,113.933°E | Austràlia                    | Austràlia Occidental - península Cap Nord-Oest |
| 22° 00′ S, 114° 08′ E / 22.000°S,114.133°E | Golf d'Exmouth               | |
| 22° 00′ S, 114° 30′ E / 22.000°S,114.500°E | Austràlia                    | Austràlia Occidental Territori del Nord Queensland |
| 22° 00′ S, 149° 29′ E / 22.000°S,149.483°E | Mar del Corall               | Passa a través del territori d' Austràlia de les Illes del Mar del Corall                                                                                              |
| 22° 00′ S, 166° 01′ E / 22.000°S,166.017°E | Nova Caledònia               | |
| 22° 00′ S, 166° 45′ E / 22.000°S,166.750°E | Oceà Pacífic                 | Passa just al sud de Mangaia, Illes Cook · Passa just al sud de Îles Maria, Polinèsia Francesa · Passa entre els atol·lons de Moruroa i Fangataufa, Polinèsia Francesa |
| 22° 00′ S, 136° 12′ O / 22.000°S,136.200°O | Polinèsia Francesa           | Atol·ló de Maria Est |
| 22° 00′ S, 136° 10′ O / 22.000°S,136.167°O | Oceà Pacífic                 | |
| 22° 00′ S, 70° 11′ O / 22.000°S,70.183°O   | Xile                         | |
| 22° 00′ S, 68° 03′ O / 22.000°S,68.050°O   | Bolívia                      | |
| 22° 00′ S, 66° 17′ O / 22.000°S,66.283°O   | Argentina                    | |
| 22° 00′ S, 65° 52′ O / 22.000°S,65.867°O   | Bolívia                      | |
| 22° 00′ S, 63° 56′ O / 22.000°S,63.933°O   | Frontera Bolívia / Argentina | |
| 22° 00′ S, 63° 43′ O / 22.000°S,63.717°O   | Bolívia                      | Per uns 4 km - la frontera es desvia al sud del paral·lel al voltant de la ciutat de Yacuíba                                                                           |
| 22° 00′ S, 63° 40′ O / 22.000°S,63.667°O   | Frontera Bolívia / Argentina | |
| 22° 00′ S, 62° 48′ O / 22.000°S,62.800°O   | Bolívia                      | |
| 22° 00′ S, 62° 34′ O / 22.000°S,62.567°O   | Paraguai                     | |
| 22° 00′ S, 57° 58′ O / 22.000°S,57.967°O   | Brasil                       | Mato Grosso do Sul São Paulo Minas Gerais Rio de Janeiro |
| 22° 00′ S, 40° 59′ O / 22.000°S,40.983°O   | Oceà Atlàntic                | |